# Horst-Joachim Lüdecke

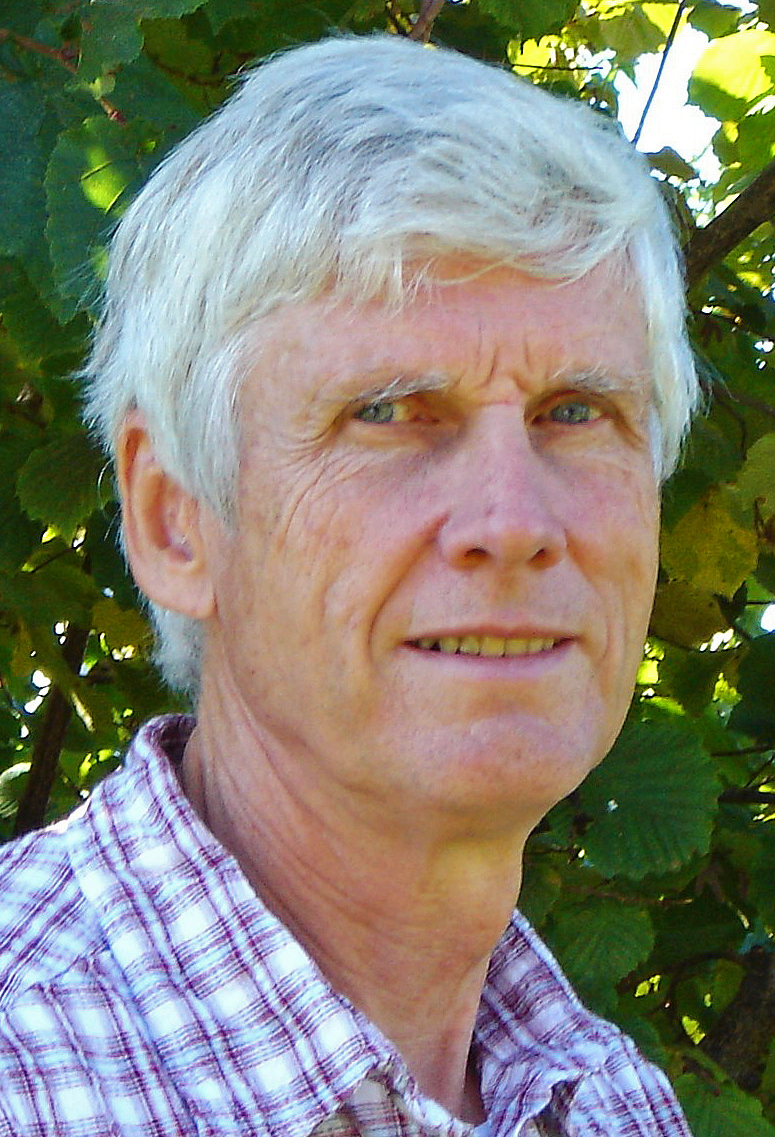
Horst-Joachim Lüdecke (2013)

Horst-Joachim Lüdecke (* 19. März 1943 in Berlin) ist ein deutscher Physiker für Strömungsmechanik und emeritierter Professor an der Hochschule für Technik und Wirtschaft des Saarlandes (HTW). Er ist ein Akteur der organisierten Klimaleugnerszene in Deutschland, die den wissenschaftlichen Sachstand der menschengemachten globalen Erwärmung ablehnt. Lüdecke hat Sachbücher im Bereich Klima und Energie publiziert und fungiert als Pressesprecher des Europäischen Instituts für Klima und Energie (EIKE), eines Vereins, der sich als Klimaforschungsinstitut ausgibt und den menschengemachten Klimawandel leugnet.

## Leben und Werk
Lüdecke studierte Physik, forschte anschließend im Bereich der Kernphysik und promovierte 1969 an der Universität Heidelberg mit einer Schrift über Anomalien in der elastischen Streuung von α-Teilchen an Argon-Isotopen. Es folgte eine mehrjährige Tätigkeit in der Industrie. In der BASF Ludwigshafen erstellte er eines der ersten deutschen Druckstoßprogramme, publizierte zahlreiche Facharbeiten über stationäre und instationäre Rohrströmung und chemische Technik und arbeitete an numerischen Computer-Modellen für die Strömungsvorgänge in Pipelines und Versorgungsrohrnetzen.
1975 wurde er Professor für Informatik und Operations Research an der Hochschule für Technik und Wirtschaft des Saarlandes. Er war Mitglied im Arbeitsausschuss Druckstoßprobleme des DVGW (Deutscher Verein des Gas- und Wasserfaches) und arbeitet am DVGW-Regelwerk W 303 Dynamische Druckänderungen in Wasserversorgungsanlagen mit. 1992 publizierte er als Ko-Autor das Fachbuch Strömungsberechnung für Rohrsysteme. 2005 wurde er als externes Gutachter-Mitglied in die Promotionskommission der Technischen Universität Dresden (Fachbereich Bauingenieurwesen) berufen.
Nach eigenen Angaben beschäftigt er sich seit seiner Pensionierung mit dem Klima. Er veröffentlichte die Bücher CO2 und Klimaschutz und Energie und Klima. Er ist aktives Mitglied und Pressesprecher von EIKE, einem Verein, der die menschengemachte Erderwärmung leugnet.
Lüdecke ist AfD-Mitglied und wurde mehrmals von der Partei als Sachverständiger geladen. 2018 brachte er unter anderem eine Gutachterliche Stellungnahme zur Drucksache 1711/28 des Düsseldorfer Landtags ein und erklärte dort „als einziges Motiv seiner Stellungnahme die wissenschaftliche Wahrheit. Beeinflussung seitens kommerzieller Unternehmen oder anderen Institutionen, wie NGO's [sic!] etc. ist ausgeschlossen“.
Lüdecke veröffentlichte im Jahr 2009 einen Meinungsbeitrag zum Thema in der Zeitung Die Welt, im Jahr 2018 einen Beitrag im AfD-nahen Blog Die Freie Welt und ebenfalls im Jahr 2018 einen Beitrag in Die Achse des Guten.

## Beiträge zum Klimawandel

### Positionen
Lüdecke beschäftigt sich seit seiner Pensionierung mit Klimafragen, wobei er sich nach eigenen Angaben selbstständig in die Klimaforschung eingearbeitet hat. Er übt in seinen Publikationen grundsätzliche Kritik an den vom Weltklimarat IPCC veröffentlichten Zusammenfassungen des wissenschaftlichen Kenntnisstands zur menschengemachten globalen Erwärmung.
Eine globale Erwärmung durch menschenbedingten CO2-Anstieg habe bisher nicht nachgewiesen werden können. Die IPCC-Klimamodelle basierten nicht auf empirischen Daten, sondern auf hypothetischen Annahmen. Der Einfluss der menschengemachten CO2-Zunahme auf die Temperatur sei marginal und gehe im „Rauschen der Klimakurven“ unter. Seit Ende der 1990er-Jahre seien die globalen Temperaturen wieder zurückgegangen (angebliche Erwärmungspause). Tatsächlich war im Jahr 1998 die globale Temperatur aufgrund eines ausgeprägten El Niño außergewöhnlich hoch und ging danach für einige Jahre zurück, übersteigt aber schon seit mehreren Jahren den Wert von 1998 und steigt weiterhin an. Lüdecke bezeichnet den wissenschaftlichen Konsens über eine menschengemachte Klimaerwärmung als Mythos: Die „Klimaskeptiker“ unter den Wissenschaftlern überträfen die „Klima-Alarmisten“ in „Anzahl und wissenschaftlichem Ansehen um Längen“. Wissenschaftliche Kritik an den IPCC-Thesen werde unterdrückt. Lüdecke schreibt von mehreren „Skandalen“ im Zusammenhang mit dem IPCC, die mit Datenmanipulationen und Falschaussagen zu tun hätten.
2010 behauptete er, es gebe keinen wissenschaftlichen Beweis für die klimaerwärmende Wirkung (Treibhauseffekt) von Kohlenstoffdioxid. Daher könnten im Fachbeirat von EIKE auch ein Materialforscher, ein Radiologe und ein Elektronikspezialist sitzen und es würden dort keine Klimaforscher benötigt.
In einer Arbeit, welche in der Zeitschrift Energy and Environment publiziert wurde, kommt Lüdecke zum Ergebnis, dass an zwei Orten gewonnene Temperaturrekonstruktionen der letzten 2000 Jahre zeitweise stärker schwankten als die globalen Temperaturen im 20. Jahrhundert. Energy and Environment ermutigte damals laut zuständiger Redakteurin gezielt klimaskeptische Autoren, Publikationen einzureichen, und galt in der Wissenschaft als unglaubwürdig. Der Review-Prozess der Zeitschrift wurde als ungewöhnlich beschrieben.
Ferner publizierte Lüdecke im International Journal of Modern Physics, dass die globale Erwärmung des 20. Jahrhunderts überwiegend natürlichen Ursprungs war. Hingegen besteht in der Klimatologie spätestens seit den 1980er Jahren breite Übereinkunft darüber, dass der Großteil der beobachteten Erwärmung auf menschliche (anthropogene) Einflüsse zurückzuführen ist. Das International Journal of Modern Physics wird dafür kritisiert, kein Fachjournal für die Klimawissenschaft zu sein. Die Zeitschrift publizierte beispielsweise im Jahr 2012 ein klimaskeptisches Paper, welches dafür kritisiert wurde, auf unphysikalischen und fundamental falschen Annahmen aufgebaut zu sein.

Lüdecke et al. (2013): „nordhemisphärische (zentraleuropäische)“ Durchschnittstemperatur aus Messreihen (schwarz), gleitendes 15-Jahresmittel hieraus (rot) und Projektion einer deutlichen Abkühlung bis 2025 (gestrichelt blau); zum Vergleich rechts unten tatsächlicher Temperaturverlauf auf der Nordhalbkugel (NASA GISS) (dunkelrot, in eigenem Koordinatensystem)

Lüdecke untersuchte in einer 2013 in Climate of the Past veröffentlichten Arbeit den nordhemisphärischen (zentraleuropäischen) Temperaturverlauf der letzten 250 Jahre. Er stellte fest, dass der Temperaturverlauf periodischen Schwankungen unterliege, und führte dies auf die interne Dynamik des Klimasystems zurück. Basierend auf einer Fourier-Analyse sieht Lüdecke wiederkehrende Muster, insbesondere eine 64-jährige Periodizität. Indem er diese Muster in die Zukunft projiziert, meint er einen „nahen Temperaturabfall“ vorhersagen zu können. Seine Projektion, die Lüdecke als repräsentativ für die gesamte Nordhemisphäre ansieht, ergibt zwischen 2000 und 2025 einen Temperaturrückgang um etwa 1 °C. Der Temperaturrückgang ist nicht eingetreten. Nach 1921 passen die von Lüdecke postulierten Zyklen nicht mehr zu den Beobachtungen, den langjährigen ansteigenden Trend der Temperaturen können sie nicht erklären.

### Nutzung von Raubjournalen
2016 veröffentlichte Lüdecke einen Artikel in der Fake-Zeitschrift Journal of Geography, Environment and Earth Science International. 2018 gelang es Journalisten der Süddeutschen Zeitung, die die Qualität dieser Zeitschrift sowie ihres Begutachtungsprozesses untersuchten, in ihr einen von einem Computerprogramm geschriebenen Unsinns-Aufsatz zu platzieren. Die angeblichen Reviewer des Journals hätten nur wenige Änderungen vorgeschlagen, dann den Aufsatz akzeptiert. Sowohl der Verlag als auch Lüdecke bestreiten, dass es sich bei der Zeitschrift um ein Fake-Journal handele. Lüdecke betont, das Peer-Review sei „sehr ordentlich“ gewesen, und hob auch den Umgang als „ungewöhnlich höflich, fair, sachlich und nett“ hervor. Jochem Marotzke, Direktor am Max-Planck-Institut für Meteorologie, hingegen erklärte, alleine schon „[e]ine solche Arbeit in diesem Journal zu veröffentlichen, würde für jeden Wissenschaftler einen Bann durch das Max-Planck-Institut bedeuten“. Speziell nach dem Lüdecke-Paper gefragt, erklärte er, es genüge nicht „den allerniedrigsten wissenschaftlichen Standards“. Auf der Website von EIKE wird diese in einem Raubjournal erschienene Publikation explizit als peer-reviewed beworben. Zuvor wurde die Arbeit bereits bei der wissenschaftlichen Zeitschrift Earth System Dynamics eingereicht, fiel jedoch durch den Review-Prozess. Es wurde kritisiert, dass das in der Arbeit vorgestellte Modell zu simpel und fehlerhaft sei, die Arbeit keine neuen Erkenntnisse liefere und die Resultate nicht publizierbar seien.
Zusammen mit Carl-Otto Weiss publizierte Lüdecke Mitte 2017 bei  Bentham Open das Paper Harmonic Analysis of Worldwide Temperature Proxies for 2000 Years. Die Arbeit wurde von Skeptical Science aufgrund schwerer inhaltlicher Mängel kritisiert. Bentham Open, die Plattform, auf der das Paper publiziert wurde, wird für sein schlechtes Review kritisiert. So akzeptierte Bentham in der Vergangenheit auch ein von SCIgen computergeneriertes Nonsens-Paper.

### Rezeption
Lüdeckes Buch CO2 und Klimaschutz. Fakten, Irrtümer, Politik (ClimateGate) wurde von Wissenschaftlern scharf kritisiert. Eine ausführliche Besprechung verfasste der Schweizer Klimatologe Urs Neu, der „wenig Fakten und viele Irrtümer“ sieht. Der Physiker Werner Aeschbach-Hertig wies die Thesen von Lüdecke im Namen des Instituts für Umweltphysik der Universität Heidelberg zurück und kritisierte in dem Zusammenhang, „dass die Öffentlichkeit in der Debatte um den Klimawandel und geeignete Gegenmaßnahmen immer wieder durch extreme, sachlich unhaltbare und physikalischen Gesetzmäßigkeiten widersprechende Standpunkte in die Irre geführt wird“.
Die NZZ am Sonntag nennt Lüdecke einen „bekannte[n] Klimaleugner“, der als Pressesprecher von EIKE derart umstritten sei, dass sich die Universität Heidelberg öffentlich von ihm distanziert habe, weil Lüdecke – der nie an der Universität Heidelberg tätig war – als Heidelberger Bürger mit ihr in Verbindung gebracht werde.
Außerhalb der Klimaforschung fand das Buch auch Zustimmung: Andreas Unterberger, Vorstandsmitglied des wirtschaftsliberalen Friedrich A. v. Hayek Instituts, empfahl das Buch in der Wiener Zeitung als „Pflichtlektüre für alle, die mit den von der Politik zum Dogma erklärten UNO-Berichten zu tun haben“. Weitere zustimmende Besprechungen finden sich im Physikjournal der Deutschen Physikalischen Gesellschaft (DPG) von Konrad Kleinknecht, in der rechtsextremen Zeitschrift „Ketzerbriefe“, des Ahriman-Verlags von Fritz Erik Hoevels. Hoevels ist Psychoanalytiker, Publizist, Übersetzer und Kopf und Aktivist der häufig als politische Sekte bezeichneten Gruppierung Bund gegen Anpassung.

## Publikationen (Auswahl)

### Bücher
- Energie und Klima. Chancen, Risiken, Mythen. 4. überarbeitete Auflage. expert-Verlag, Tübingen 2020, ISBN 978-3-8169-3485-1 (Erstauflage 2013)
- mit Götz Ruprecht: Kernenergie – Der Weg in die Zukunft. Schriftenreihe des Europäischen Instituts für Klima und Energie Bd. 7. TvR Medienverlag, Jena 2018, ISBN 978-3-940431-65-3
- mit Hans B. Horlacher: Strömungsberechnung für Rohrsysteme. 3. Auflage. expert-Verlag, Ehningen bei Böblingen 2012, ISBN 978-3-8169-2858-4
- CO2 und Klimaschutz. Fakten, Irrtümer, Politik (ClimateGate). 3. Auflage. Bouvier-Verlag, Bonn 2010, ISBN 978-3-416-03124-0 (Erstauflage 2008)

### Publikationen
- mit Müller-Plath, G. & Lüning, S.: Central-European sunshine hours, relationship with the Atlantic Multidecadal Oscillation, and forecast. In: Nature Scientific Reports 14:25152 (2024). doi:10.1038/s41598-024-73506-5 (englisch).
- Analysis of the Moreno et al.(2022) publication on EIKE using Peter Gleick’s toolbox. International Journal of Communication, 17(2023), Feature 2068–2076.
- mit G. Müller-Plath und S. Lüning: Long-distance air pressure differences correlate with European rain. In: Sci Rep 12, 10191 (2022). doi:10.1038/s41598-022-14028-w (englisch)
- mit G. Müller-Plath, M. G. Wallace und S. Lüning: Decadal and multidecadal natural variability of African rainfall. In: Journal of Hydrology: Regional Studies, Volume 34, 2021, 100795, doi:10.1016/j.ejrh.2021.100795 (englisch).
- mit R. Cina, H. Dammschneider and S. Lüning: Decadal and multidecadal natural variability in European temperature. In: Journal of Atmospheric and Solar-Terrestrial Physics. 2020, doi:10.1016/j.jastp.2020.105294 (englisch).
- mit L. Laurenz and S. Lüning: Influence of solar activity on European rainfall. In: Journal of Atmospheric and Solar-Terrestrial Physics. Band 185, 2019, S. 29–42, doi:10.1016/j.jastp.2019.01.012 (englisch).
- mit C.-O. Weiss, X. Zhao, and X. Feng: Centennial cycles observed in temperature data from Antarctica to central Europe. In: Polarforschung. Band 85(2), 2016, S. 179–181, doi:10.2312/polarforschung.85.2.179 (englisch).
- mit A. Hempelmann und C. O. Weiss: Multi-periodic climate dynamics: spectral analysis of long-term instrumental and proxy temperature records. In: Climate of the Past. Band 9, 2013, S. 447–452, doi:10.5194/cp-9-447-2013 (englisch, clim-past.net [PDF; 900 kB]).
- mit R. Link und F.-K. Ewert: How Natural Is The Recent Centennial Warming? An Analysis Of 2240 Surface Temperature Records. In: International Journal of Modern Physics C. Band 22, Nr. 10, Oktober 2011, S. 1139–1159, doi:10.1142/S0129183111016798 (englisch).
- Long-Term Instrumental And Reconstructed Temperature Records Contradict Anthropogenic Global Warming. In: Energy & Environment. Band 22, Nr. 6, September 2011, arxiv:1110.1841v1 (englisch).
- mit R. Link: A New Basic 1-Dimensional 1-Layer Model Obtains Excellent Agreement With The Observed Earth Temperature. In: International Journal of Modern Physics C. Band 22, Nr. 5, Oktober 2011, S. 449–455, doi:10.1142/S0129183111016361 (englisch).
- mit Bernd Kothe: Der Druckstoß. In: KSB Know-how. Band 1. KSB AG, Halle 2013 (ksb.com [PDF; 1000 kB; abgerufen am 10. Dezember 2013]).
- mit W. Berthold, M. Heckle, A. Zieger: Einfache Untersuchungsmethoden zur Vermeidung von Wärmeexplosionen in Großbehältern. In: Chemie Ingenieur Technik. Nr. 47, 1975, S. 368–373, doi:10.1002/cite.330470905.